# Lewuoguru II
Lewuoguru II is een bestuurslaag in het regentschap Nias van de provincie Noord-Sumatra, Indonesië. Lewuoguru II telt 519 inwoners (volkstelling 2010).